# Мугула, Ганзи
Ганзи Мугула (суахили Ganzi Mugula; род. 14 декабря 1989 года) — пловец из Уганды, участник Олимпийских игр 2012 года.
На Церемонии открытия летних Олимпийских игр 2012 был знаменосцем команды Уганды.

## Карьера
На Олимпиаде в 2012 году выступил в соревнованиях вольным стилем среди мужчин на 50 метров, где занял 53 место и не прошёл в полуфинал.